# Petrognatha
Petrognatha is een kevergeslacht uit de familie van de boktorren (Cerambycidae). De wetenschappelijke naam van het geslacht werd voor het eerst geldig gepubliceerd in 1819 door Leach.

## Soorten
Petrognatha is monotypisch en omvat slechts de volgende soort:
- Petrognatha gigas (Fabricius, 1793)